# Woodsia rosthorniana
Woodsia rosthorniana là một loài thực vật có mạch trong họ Woodsiaceae. Loài này được Diels miêu tả khoa học đầu tiên năm 1900.